# Station Brax - Léguevin
Station Brax - Léguevin is een spoorwegstation in de Franse gemeente Brax aan de lijn Saint-Agne - Auch en wordt bediend door treinen van TER Midi-Pyrénées.